# Еунапије из Сарда
Еунапије из Сарда (грч. Εὔναπιος ὁ Σάρδιος, рођ. 347/48. -умро после 404.) био је пагански филозоф софиста и историчар. На грчком језику саставио је два дела, збирку биографија Животи софиста, која нам је сачувана у целини, и Историју после Дексипа у којој је обрадио период од 270. до 404. и која је због свог антихришћанског тона сачувана само у фрагментима.
Еунапије је рођен 347. или 348. у Сарду, провинцијској престоници малоазијске Лидије. Зна се да је пет година студирао у Атини софистику код хришћанина Прохаресија. Вратио се у родни град 369. где је предавао реторику и дружио се са софистом и рођаком Хрисантијем који му је предавао филозофију. Иако је био врхунски образован за своје време Еунапије се није посветио јавној каријери. Није познато када је и у којим приликама напуштао Сард. Једини помен је да је у Смирни 380. присуствовао смрти историчара Феста. Такође, поседовао је и практична знања из медицине и Јулијанов повереник Орибасије, који је био професионални лекар, посветио му је медицинско дело у четири књиге Књиге за Еунапија. Еунапије је био савременик последњег паганског цара Јулијана, Теодосијевог антипаганског законодавства, а затим и поделе Римског царства на Источно и Западно. Пошто је живео у доба великих верских превирања и политичких ломова, Еунапије је заузео изразито непријатељски став према хришћанству.
Нешто после 395. године Еунапије је објавио своје прво дело Животи софиста и посветио га свом ментору Хрисантију. У питању је збирка 23 биографије филозофа међу којима има и Еунапијевих савременика. Животи софиста су важан извор за неоплатонску филозофију 4. века.
Еунапијева Историја нам је позната пре свега кроз белешке византијских аутора. Велики љубитељ антике, цариградски патријарх Фотије је крајем 9. века забележио да је Еунапијева историја била подељена у 14 књига и да је била доступна у два издања. Прво издање је било екстремније у својим антихришћанским ставовима, друго, које Фотије назива просто Ново издање, било нешто умереније. Ово Ново издање вероватно је припремио сам Еунапије. Фрагментарни изводи из Еунапијевог дела сачувани су у 10. веку у приручницима ученог цара Константина VII Порфирогенита и у византијској енциклопедији Суиди. По Фотијевим речима Зосим (око 500. год.) је готово директно преписивао Еунапија, мада је у својој Новој историји знатно сажео дело лидијског историчара.
Еунапије из Сарда је изабрао да настави Историју Атињанина Дексипа, тако да је дело започео смрћу Клаудија II Готског 270. и уводном похвалом Дексиповом стилу. Међутим, одбацио је Дексипов аналитички начин излагања како би се више посветио моралним моделима занимљивим његовим образованим пријатељима. Изгледа да је Еунапије неумерено кривио Константина и друге хришћанске цареве и исто тако хвалио Јулијана. Јулијанову владу желео је да опише подробније пошто је сматрао да је до тада није била описана на довољно реторски начин. Историју је закључио смрћу царице Еудоксије, супруге источноримског цара Аркадија, 404. године.
Користио је бројне изворе, али нажалост није оставио белешке о конкретним ауторима и делима. Служио се и усменом традицијом и сећањима савременика нпр. Јулијановог лекара Орибасија. Писао је архаичним и скоро поетским стилом. Као што је споменуто главни циљеви били су му да пружи моралну поуку и демонстрира своју ученост. Еунапијеву историју користили су и секуларни историчари (Зосим, Петар Патриције, Јован из Антиохије...) и историчари цркве (Сократ Схоластик, Филосторгије а вероватно и Созомен). Појава Зосимове скраћене верзије Еунапијеве историје, као и њен антихришћански тон, утицали су да Еунапијево историографско дело падне у запећак након 5. века и дефинитивно се изгуби после 10. века.